# Вулиця Амет-Хана Султана (Мелітополь)
Вулиця Амет-Хана Султа́на — вулиця в Мелітополі на Юрівці. Йде від Лінійної вулиці до Будівельної вулиці. Забудована приватними будинками.

## Назва
Вулиця названа на честь Амет-Хана Султана (1920—1971), радянського льотчика-аса, учасника визволення Мелітополя радянською армією у Другій світовій війні, кримського татарина за національністю. Амет-Хан Султан зупинявся на цій вулиці в домі № 8. В пам'ять про це на домі тепер встановлена меморіальна дошка.

## Історія
Вулиця згадується 17 червня 1929 року. Її перша назва була Жовтнева, на честь Жовтневої революції.
У 2016 році в ході декомунізації вулиця була перейменована на вулицю Амет-Хана Султана.